# ادی نیوتون
 ادی نیوتون  (به انگلیسی: Eddie Newton) (زاده ۱۳ دسامبر ۱۹۷۱ - هامرسمیت) بازیکن فوتبال اهل انگلستان است. وی سابقه عضویت در باشگاه‌های چلسی و بیرمنگام سیتی را دارد.
وی در ۵ مارس ۲۰۱۲ به عنوان دستیار روبرتو دی‌ماتئو در چلسی انتخاب شد.

## افتخارات

### بازیکن
چلسی
- جام حذفی فوتبال انگلستان:
- قهرمان (۱): ۱۹۹۷
- نایب قهرمان (۱): ۱۹۹۴
- جام اتحادیه فوتبال انگلستان:
- قهرمان (۱): ۱۹۹۸
- جام خیریه انگلستان:
- نایب قهرمان (۱): ۱۹۹۷
- جام در جام اروپا:
- قهرمان (۱): ۱۹۹۸

### مربی
چلسی
- جام حذفی فوتبال انگلستان (۱): ۱۲-۲۰۱۱
- لیگ قهرمانان اروپا (۱): ۱۲-۲۰۱۱